# Chiesa di Santa Maria Assunta (Viano)
La chiesa di Santa Maria Assunta è la parrocchiale di Castello Querciola, frazione del comune italiano di Viano in provincia di Reggio Emilia. Appartiene al vicariato della Valle del Secchia nella diocesi di Reggio Emilia-Guastalla. Il primo luogo di culto risale al X secolo e l'edificio che ci è pervenuto è del XIII secolo con rifacimenti successivi.

## Storia

Prospetto laterale della chiesa di Santa Maria Assunta

Sul sito della chiesa recente a Castello Querciola esiteva una preesistente chiesetta prematildica in stile romanico utilizzata dalla diocesi per il presidio militare che vi si trovava e che era legata alla pieve di Baiso. Venne probabilmente ricostruita ampliandola nel 1367, e tale data viene ricordata sula facciata. Nel 1543 una visita pastorale ne certificò le cattive condizioni di mantenimento, e lo stesso avvenne col vescovo Claudio Rangoni nel 1609. Circa mezzo secolo più tardi anche il vescovo Rinaldo d'Este descrisse la chiesa come maltenuta, oscura e umida e analoga segnalazione venne registrata con la visita di Gianagostino Marliani, anche se in quest'ultima occasione venne scritto che pur essendo piccola e antica risultava robusta e con copertura del soffitto a volta. Con l'inizio del XVIII secolo il luogo di culto venne ampliato con un nuovo coro e due cappelle laterali. Nel 1790 vi si recò in visita Francesco Maria d'Este e poi, nel 1888, Vincenzo Manicardi che riferì del suo buon stato di conservazione. Nel 1972 la volta delle chiesa crollò, e questo in un momento nel quale sembrava si attendessero le autorizzazioni dalla sovrintendenza di Bologna per la sua demolizione. In realtà si decise poi la sua ricostruzione che venne ultimata entro il 1976 e la visita pastorale di quell'anno che vi fece il vescovo Gilberto Baroni coincise con la prima messa solenne che vi fu officiata.

## Descrizione

### Esterni
La chiesa si trova a Castello Querciola, frazione posta a ovest di Viano in provincia di Reggio Emilia. Mostra orientamento liturgico tradizionale a est. La facciata a capanna è semplice ed austera in pietra a vista, il portale architravato, e sormontato in asse dalla finestra a lunetta cieca e da una piccola finestra a monofora. La copertura del tetto a due falde, completamente rifatta negli anni settanta del XX secolo, ha la struttura portante a capriate in legno ed è rifinita con coppi in laterizio. La torre campanaria si trova in posizione arretrata sulla sinistra, nella zona absidale, e la sua cella si apre con quattro finestre a monofora.

### Interni
La navata interna è unica ma ampliata dalle due cappelle laterali. Il soffitto
della sala è con travature a vista mentre le cappelle laterali hanno volta a botte. Il presbiterio è posto nell'abside che ha base semicircolare. L'altare del secolo XVIII è in legno intagliato, dorato e decorato con festoni e cherubini. Nel tabernacolo si conserva la raffigurazione della Colomba tra le nubi su un piccolo trono con angeli in funzione di cariatidi. L'adeguamento liturgico del presbiterio è stato ultimato nel 1980, dopo i lavori di rifacimento delle coperture.